# Квинт Фабий Вибулан Амбуст (консул 412 года до н. э.)
Квинт Фабий Вибулан Амбуст (лат. Quintus Fabius Vibulanus Ambustus; V век до н. э.) — римский политический деятель из патрицианского рода Фабиев, который упоминается в сохранившихся источниках только в связи с консулатом 412 года до н. э. Последний носитель когномена Вибулан и первый носитель когномена Амбуст.
Коллегой Квинта Фабия по консульству был Гай Фурий Пацил. Главным событием этого года, по данным Тита Ливия, стала чума.